# Фудбалска репрезентација Југославије
Фудбалска репрезентација Југославије представљала је селекције фудбалера из Краљевине Југославије (1918–1941, до 1921. као Краљевство СХС, 1921—1929. као Краљевина СХС), СФР Југославије (1943—1992, до 29. новембра 1945. као ДФ Југославија, 29. новембар 1945—1963. као ФНР Југославија) и СР Југославије (1992—2003). Наследила ју је фудбалска репрезентација Србије и Црне Горе (2003—2006).
Репрезентација је наступала под следећим називима држава:
- 1918—1920.  Краљевство СХС
- 1920—1929.  Краљевина СХС
- 1929—1941.  Краљевина Југославија
- 1941—1945.  ДФ Југославија
- 1945—1963.  ФНР Југославија
- 1963—1992.  СФР Југославија
- 1992—2003.  СР Југославија

## Историја

### Период пре Другог светског рата
Репрезентација Краљевине Југославије је своју прву службену утакмицу одиграла 1920. године против репрезентације Чехословачке на 7. олимпијским играма у Антверпену и изгубила резултатом 7:0, што је до данас остао најубедљивији пораз. Тек састављен тим је овим поразом окончао учешће на овом Олимпијском фудбалском турниру пошто се исти играо по куп систему. Састав тадашње репрезентације чинили су: Врђука, Жупанчић, Шифер, Тавчар, Циндрић, Рупец, Враговић, Дубравчић, Першка, Гранец, Ружић, Поробић, Шолц, Симић, Којић, док је селектор био Вељко Угринић. На наредним Олимпијским играма 1924. године у Паризу, жреб поново није био наклоњен Југословенским фудбалерима. Поново су у првом колу добили једног од главних фаворита за златну медаљу, репрезентацију Уругваја.
Фудбал је у Јужној Америци у том периоду био на много већем нивоу него у Европи која се још увек опорављала од Великог рата. Према очекивању, Југославија је опет поражена резултатом 7:0. На наредним Олимпијским играма, подмлађена, репрезентација одлази са намером да забележи прву победу и да се не врати кући после првог кола. Ипак, то се није догодило. Југославија је 29. маја 1928. године поражена од Португалије са 2:1 и то поготком у 90. минуту Аугуста Силве. Први погодак на неком међународном такмичењу за репрезентацију Југославије, управо на овом мечу, постигао је Мирко Боначић. Овај турнир био је увертира за прво Светско фудбалско првенство које је требало да се одржи у Уругвају 1930. године.

### Прво Светско првенство 1930. године у Монтевидеу
Због предугачког пута, који је требало да траје више од 15 дана, наступ репрезентације на првенству био је доведен у питање, као и чињеница да би се, због истог, требало прекинути домаће првенство које је улазило у саму завршницу. Ипак на прво Светско првенство репрезентација Југославије отишла је у ослабљеном саставу, без хрватских фудбалера. Неколико месеци пре почетка првенства, ФИФА је изместила седиште Фудбалског савеза Југославије из Загреба у Београд што је био разлог да се хрватски играчи не одазову позиву селектора, Бошка Симоновића, бившег голмана БСК-а и првог судије из Југославије који је судио неку међународну фудбалску утакмицу. Поред проверених домаћих фудбалера, као што су капитен Милутин Ивковић и Благоје Марјановић, селектор Симоновића се одлучио да у састав уврсти и малолетног играча БСК-а, Александра Тирнанића, „Тиркета” који је головима на пријатељским мечевима са Бугарском у Београду, 13. априла 1930. године и 15. јуна исте године заслужио позив у репрезентацију. Такође, репрезентацији су се прикључили и фудбалери који су увелико градили своју интернационалну каријеру: Ивица Бек и Љубиша Стефановић из француског клуба Сет, као и Бранислав „Бане” Секулић који је још 1926. године напустио СК Југославију и већ имао статус велике интернационалне фудбалске звезде. Тај статус завредио је на мечу Француског купа између Монпељеа и САП-а. Монпеље је тријумфовао резултатом 11:0, а Бранислав Секулић је постигао девет голова.
На овом првенству нашло се тринаест репрезентација, распоређених у четири групе - једна је била сачињена од четири, а остале од по три репрезентације. Вољом жреба, селекција Југославије нашла се у групи 2 са јужноамеричким репрезентацијама: Бразилом и Боливијом.
Бразилци су због унутрашњег раздора играли готово искључиво само са играчима из Рио де Женеира, но свеједно је било очекивано да прођу у полуфинале. Југословени су, међутим, изненадили фаворита у првој утакмици групе. Головима Александра Тирнанића и Ивице Бека Југославија је већ на полувремену водила резултатом 2:0. Југословени су постигли и трећи гол, који им је судија поништио због офсајда у првом полувремену. У наставку, Бразил постиже гол за 2:1, до краја се игра, највише, пред голом Милована Јакшића, али се резултат није више мењао. Касније су обе екипе глатко победиле Боливију, а Југославија је прошла у полуфинале на рачун Бразилаца који нису оправдали статус носиоца. Својим поготком против Бразила, Александар Тирнанић, постао је први малолетни стрелац неког поготка на Светским првенствима.
Резултати групе 2 Светског првенства у Монтевидеу
| Датум         | Време | Екипа 1     | Екипа 2  | Резултат  | Стрелци                                        | Стадион Гледалаца          | Судија                    | Детаљи |
| ------------- | ----- | ----------- | -------- | --------- | ---------------------------------------------- | -------------------------- | ------------------------- | ------ |
| 14. јул 1930. | 12,45 | Југославија | Бразил   | 2:1 (2:0) | Тирнанић 21', Бек 30' ; Прегињо 62'            | Стадион Парк Сентрал 20000 | Анибал Техада Уругвај     |        |
| 17. јул 1930. | 12,45 | Југославија | Боливија | 4:0 (0:0) | Бек 60' и 67', Марјановић 65', Вујадиновић 86' | Стадион Парк Сентрал 20000 | Франсиско Матеучи Уругвај |        |
| 20. јул 1930. | 13,00 | Бразил      | Боливија | 4:0 (1:0) | Модерато 37' и 73', Прегињо 57' и 83'          | Стадион Сентенарио 12000   | Тома Белве Француска      |        |

Табела
| Место | Екипа       | Играо | Победио | Нерешио | Изгубио | Дали гол. | Прим. гол | Гол раз. | Бодови |
| ----- | ----------- | ----- | ------- | ------- | ------- | --------- | --------- | -------- | ------ |
| 1     | Југославија | 2     | 2       | 0       | 0       | 6         | 1         | +5       | 4      |
| 2     | Бразил      | 2     | 1       | 0       | 1       | 5         | 2         | +3       | 2      |
| 3     | Боливија    | 2     | 0       | 0       | 2       | 0         | 8         | -8       | 0      |

У полуфиналу су играли победник групе 1. Аргентина, са победником групе 4. САД, а победник групе 2. Југославија са победником групе 3. Уругвајем.
У оба полуфинала утакмице су завршиле неуобичајено високим резултатом 6:1. У првом полуфиналу, Аргентина је у првом полувремену повела голом Монтија против САД. У другом, десила се катастрофа Американаца чија је снага укроћена захваљујући покретљивости аргентинских нападача. Американци су се жалили на судију Јоханеса Лангенуса, али службено нису ништа предузели.
У другом полуфиналу поновила се прича са Олимпијских Игара 1924. када су снаге одмерили Југославија и Уругвај. Југославија је зачуђујуће повела у четвртом минуту, захваљујући голу Ђорђа Вујадиновића којим је шокирао преко 80000 гледалаца. Уругвајци су брзо преокренули на 2:1, а Југословенима је након тога контроверзно поништен регуларан гол због „офсајда“ До полувремена је предност повећана на 3-1, да би до краја резултат нарастао на високих 6:1. Педро Сеа је постигао хет-трик.
Резултати
| Датум         | Време | Екипа 1   | Екипа 2          | Резултат  | Стрелци                                                                  | Стадион Гледалаца         | Судија                   | Детаљи |
| ------------- | ----- | --------- | ---------------- | --------- | ------------------------------------------------------------------------ | ------------------------- | ------------------------ | --- |
| 26. јул 1930. | 14,45 | Аргентина | Сједињене Државе | 6:1 (1:0) | Монти 20', Скопељи 56', Стабиле 69' и 87', Пеусеље 80' и 85' ; Браун 89' | Стадион Сентенарио 60.000 | Јоханес Лангенус Белгија | |
| 27. јул 1930. | 14,45 | Уругвај   | Југославија      | 6:1 (3:1) | Вујадиновић 4'; Чеа 18', 67' и 72', Анселмо 20' и 31', Ирјарте 61'       | Стадион Сентенарио 80.000 | Алмеида Рего Бразил      | https://web.archive.org/web/20100420043441/http://www.fifa.com/worldcup/archive/edition=1/results/matches/match=1101/report.html. Архивирано из оригинала 20. 04. 2010. г. Приступљено 30. 04. 2018. Недостаје или је празан параметар \|title= (помоћ) |

Пошто се (сада традиционална) утакмица за треће место није играла на овом светском првенству, догодило се једини пут да није било утакмице између полуфинала и финала. Због чињенице да су у полуфиналу поражени од, касније, актуелног шампиона, Уругваја, репрезентативци Југославије освојили су бронзану медаљу.
Међутим, извештај ФИФА техничког комитета за Светско првенство 1986. је укључивао и ретроспективу пласмана свих репрезентација на претходним светским првенствима; овај извештај је навео да је САД била трећа а Југославија четврта, а ту праксу је ФИФА и наставила. ФИФА се руководила тиме да су екипе САД и Југославије имале исти број победа и пораза на првенству (2:1), али је САД имала бољу гол разлику. 7:6 (+1), а Југославија 7:7 (0), тако да ФИФА званично узима САД као трећепласирану на Светском првенству 1930.

### 1930—1940.
10.Олимпијске игре одржане су 1932. године у Лос Анђелесу, у САД. Како су те игре одржане у доба велике економске кризе, осим Лос Анђелеса није било других градова кандидата за домаћина. Такође, велик број земаља је из финансијских разлога морао одустати од слања великог броја спортиста или уопште није учествовао у играма, тако да је у упоређењу са претходним играма број такмичара био двоструко мањи. Иако је Фудбалска репрезентација Сједињених Америчких Држава остварила сјајан резултат на Светском првенству у Уругвају то није изазвало веће интересовање код америчке публике чија је верзија фудбала (Амерички фудбал) била, још тада, много популарнија. То је и разлог због чега је са програма 10. Олимпијских игара фудбал уклоњен, па је репрезентација имала једну, неочекивану, годину паузе без такмичарских мечева.
Наредно Светско првенство одржано је 1934. године одржано је у Италији. За ово Светско првенство први пут су одржане квалификације за учешће на главном турниру. Квалификације су играле 32. репрезентације са свих континената, а 16 их се такмичило на завршном турниру. Репрезентација Југославије није успела да прође квалификације у групи са Швајцарском и Румунијом што је представљало право разочарење.
Квалификације за Светско првенство 1934. године — Група 6
| Датум              | Место    | Време | 1. екипа    | Резултат   | 2. екипа    | Стрелци |
| ------------------ | -------- | ----- | ----------- | ---------- | ----------- | --- |
| 24. септембар 1933 | Београд  |       | Југославија | 2 : 2      | Швајцарска  | Крагић 50‘, Марјановић 61‘ — Frigerio 76‘, Jäggi 80‘                                                                                                |
| 29. октобар 1933   | Берн     |       | Швајцарска  | 2 : 0 (сл) | Румунија    | Утакмица је завршила 2-2, али је ФИФА утакмицу регистровала службеним резултатом 2:0 пошто су Румуни играли с играчем који није имао право наступа. |
| 29. април 1934     | Букурешт |       | Румунија    | 2 : 1      | Југославија | Шварц 38‘, Добаји 74‘ — Крагић 71‘ |

| Плас. | Тим         | ИГ | Д | Н | ИЗ | ГД | ГП | ГР | Бод |
| ----- | ----------- | -- | - | - | -- | -- | -- | -- | --- |
| 1     | Швајцарска  | 2  | 1 | 1 | 0  | 4  | 2  | +2 | 3   |
| 2     | Румунија    | 1  | 1 | 0 | 1  | 2  | 3  | -1 | 2   |
| 3     | Југославија | 2  | 0 | 1 | 1  | 3  | 4  | -1 | 1   |

ИГ = Играо утакмица; Д = Добио; Н = Нерешено; ИЗ = Изгубио; ГД = Голова дао; ГП = Голова примио; ГР = Гол-разлика ; Бод = Бодови
На Олимпијски фудбалски турнир 1936. године репрезентација, одлуком играча, није желела да учествује. Домаћин Олимпијских игара те 1936. године била је Немачка у којој се већ развио фашизам и могло се наслутити да нас очекује нови рат. Између осталих, петицију за неодлазак на Олимпијски фудбалски турнир потписали су капитен, Милутин Ивковић, као и звезде репрезентације тог доба Благоје Марјановић и Александар Тирнанић.
За разлику од Олимпијских игара репрезентација је учествовала у квалификацијама за Светско првенство 1938. године чији је домаћин, такође, била Немачка. Европске репрезентације биле су подељене у девет група: једна са четири репрезентације, три са три и пет са само две селекције. У групи са репрезентацијом Пољске наде за пласман на трећи Мундијал изгубљене већ након првог меча у Варшаваи где је домаћа селекција остварила победу од 4:0. У реванш мечу у Београду, 3. априла 1938. године Југославија је тријумфовала са 1:0 што је било недовољно за одлазак на Мундијал. Ово је, уједно, било и последње такмичење пре почетка Другог светског рата.

### Фудбал у окупираној Србији (1941—1945)
Шестог априла 1941, уочи самог почетка првенства државе у фудбалу, Немачка се са својим савезницима обрушила на нашу земљу. За само 12 дана збрисала је Краљевину Југославију с лица земље. Спортски клубови су, за разлику од Првог светског рата и репрезентације, наставили са радом под окупацијом. Месец дана после капитулације у Београду је одиграна прва фудбалска утакмица. Састали су се БСК и Југославија (после неколико месеци је неодговарајуће име променила у неутрално: Спорт клуб 1913).
Неспремни играчи нису приказали богзна какву игру, али је утакмица била изузетно узбудљива. „Црвени” су повели с 3:0, „плави” су изједначили, али је ипак победила Југославија.
Утакмица је одиграна 18. маја 1941. на стадиону БСК-а, који је за разлику од Југославијиног, био готово неоштећен у бомбардовању. „Игру је посматрало”, како је известило „ Ново време”, главни српски лист за време Другог светског рата, „неколико хиљада људи, међу којима и доста немачких официра и војника.” Стрелци су били: Стевков у 12, Петровић у 2о, Савић у 42, Ваљаревић у 64, Божовић у 66, Спасојевић у 68. и Дифранко у 79, а судио је др Лалић.

### Повратак репрезентације и прва Олимпијска медаља
Прво репрезентативно фудбалско такмичење које је уследило након Другог светског рата било је тек 1948. године. Пре тога, 9. маја 1945. године репрезентација је одиграла први сусрет и то, поново, против Чехословачке. Меч је одигран у Прагу (Хитлер је желео да Праг буде престоница његове нове државе, па је град остао скоро нетакнут током рата, за разлику од осталих европских главних градова), а за разлику од оног из 1920. године завршен је победом Југославије од 2:0.
На Олимпијском фудбалском турниру у Лондону, 1948. године, Југославија се појавила са новим, младим, играчима, чији је фудбалски развој рат, једним делом, успорио. Први меч на турниру одигран је 31. јула против селекције Луксембурга и остварена је убедљива победа од 6:1. У овом мечу пажњу на себе скрећу и играчи који су, полако, постајали убојит тандем, баш као што су то, пре рата, били Тирке и Моша. Реч је о првотимцима Црвене звезде и Партизана, Рајку Митићу и Стјепану Бобеку. 
Управо је Бобек голом у 60. минуту четвртфинала против Турске преломио меч, а коначан резултат поставио је Фрањо Велф за први пласман у полуфинале Олимпијског фудбалског турнира. 
Најбољу игру репрезентација је показала, управо у полуфиналу и то против домаћина, селекције Велике Британије. Пред 40000 навијача на Вемблију, поново су блистали Бобек и Рајко Митић, а у стрелце се, још једном, уписао и Фрањо Велф, па је Југославија резултатом 3:1 изборила прву Олимпијску фудбалску медаљу. 
У самом финалу, након равноправног и резултатски нерешеног првог полувремена (1:1), Шведска је захваљујући најбољем играчу на турниру, Гунару Грену, преломила меч и освојила прву златну медаљу. На овом турниру Стјепан Бобек је са четири дата гола био најбољи стрелац репрезентације испред Жељка Чајковског са три.

### Период 1950—1960: Деценија највећих успеха
Надахнути сјајним резултатом са Олимпијског фудбалског турнира, репрезентативци Југославије квалификовали су се за Светско првенство у фудбалу 1950. године чији је домаћин био Бразил. Поново је вољом жреба Југославија била смештена у групу са Бразилом, али је овај меч био планиран тек за треће коло. У првом, лако је савладана репрезентација Швајцарске са 3:0. На овом мечу истакао се и нови репрезентативац, Коста Томашевић, у то време играч Црвене звезде. У другом колу, још лакше, савладана је репрезентација Мексика са 4:1. Бразил је такође остварио две победе над истим ривалима, па је Југославији одговарао и нерешен резултат због боље гол разлике. Бразилци, опоменути са претходних првенстава где нису успели да савладају Југословене, припремили су овај меч као финални, с' обзиром да поражена селекција не би наставила такмичење. Пред, тада рекордних, 142,429 гледалаца на „Маракани” домаћа репрезентација дошла је у предност већ у 4. минуту голом најбољег стрелца, Адемира. У 69.минуту Зизињо је постигао и други гол и поставио коначан резултат 2:0. Југославија је, на крају, заузела пето место у генералном пласману.
На наредном великом репрезентативном такмичењу, Олимпијском фудбалском турниру у Хелсинкију 1952. године, репрезентација се први пут сусреће са епитетом фаворита за неку од медаља. У првом мечу декласирана је Фудбалска репрезентација Индије са чак 10:1 што је, до данас, остала једна од два најубедљивија тријумфа. На овом турниру репрезентација је одиграла и први сусрет са Совјетским Савезом. Упркос вођству од 4:0, те 5:1, Совјети успевају да се за само петнаест минута врате у меч и до краја, регуларних, 90минута изједначи резултат на 5:5. Након два продужетка победника није било, а како се тада нису изводили једанаестерци, био је заказан нови сусрет, два дана касније. У поновљеном мечу, СССР је повео већ у шестом минуту, али је резултат, до краја првог полувремена, преокренули Стјепан Бобек и Рајко Митић у размаку од само десет минута. Овога пута сигурну победу донео је Златко Чајковски у 54. минуту. Надахнути првом победом над Совјетским Савезом, репрезентација је без проблема у четвртфиналу савладала Данску са 5:3. И овога пута, недостатак концентрације условио је да Данци постигну два гола у задњих пет минута и смање потпуну катастрофу. У полуфиналу Југославију је чекала Западне Немачке, која је коло пре тога елиминисала Бразил. Посебно мотивисани, због догађаја из Другог светског рата, репрезентативци Југославије одиграли су најбољи меч на турниру. Головима Митића и Чајковског још у првом полувремену, Немцима није дата шанса да се пласирају у борбу за златну медаљу. У финалном сусрету одиграном 2. августа 1952. године, репрезентацију Југославије чекала је нова надолазећа фудбалска сила, селекција Мађарске која је до финала дошла преубедљивим победама против Турске са 7:1 и Шведске са 6:0. Предвођени сјајним играчем Хонведа, Ференцом Пушкашем, „Лака коњица” долази до поготка тек у 70.минуту, а у 88.минуту Золтан Чибор потврђује победу Мађарске. Југославија је тако поновила успех са прошлих Олимпијских игара из 1948. године, а Бранко Зебец је са седам датих голова био најбољи стрелац турнира.

#### Светско првенство у Швајцарској 1954. године
Нови квалификациони циклус донео је и смену селектора. Репрезентацију преузима од 1953. године и квалификација за Мундијал бивши репрезентативац, Александар Тирнанић. Квалификације за Светско првенство 1954. године у Швајцарској биле су, у најмању руку, чудне. Репрезентација је квалификациону групу 10 завршила перфектно, са четири победе, те победе су биле минималне, 1:0 и то два пута против Грчке и Израела. За одлазак у Швајцарску, селектор Александар Тирнанић је одабрао следеће играче: Владимир Беара, Бранко Станковић, Томислав Црнковић, Златко Чајковски, Иван Хорват, Вујадин Бошков, Милош Милутиновић, Рајко Митић, Бранко Зебец, Бернард Вукас и Дионизије Дворнић. По многима, ово је био један од најбољих састава Југословенске репрезентације свих времена, коју су чинили играчи из домаћег шампионата.
Још једном је жреб саставио Југославију и Бразил у исту групу, али су и по први пут две првопласиране селекције ишле даље у нокаут фазу. У првом сусрету у групи, побеђена је, минималним резултатом, Француска уз погодак 21. годишњег играча Партизана, Милоша Милутиновића. Овога пута Југославија и Бразил састали су се у другом колу, 19. јуна. Поново су „Плави” показали да се од свих европских репрезентација најлакше носе са бразилском игром. Бранко Зебец је донео предност голом у 49.минуту, али је Диди изједначио у 69. за коначних 1:1. По тадашњим пропозицијама ФИФА, упркос чињеници да се на шампионату нашло 16 репрезентација подељених у четири групе, играна су само два меча по групама, а не три, како је било реално за очекивати, па је Бразил завршио групу као првопласирани, а Југославија као другопласирана селекција.
Светско првенство у Швајцарској 1954. године — Група 1
| Репрезентација | Ута | П | Н | И | ГД | ГП | Поена |
| -------------- | --- | - | - | - | -- | -- | ----- |
| Бразил         | 2   | 1 | 1 | 0 | 6  | 1  | 3     |
| Југославија    | 2   | 1 | 1 | 0 | 2  | 1  | 3     |
| Француска      | 2   | 1 | 0 | 1 | 3  | 3  | 2     |
| Мексико        | 2   | 0 | 0 | 2 | 2  | 8  | 0     |

У четвртфиналу „Плаве” је чекао један од фаворита за титулу Светског првака, селекција Западне Немачке. Немци су брзо повели, већ у деветом минуту аутоголом Ивана Хорвата, а до краја, упркос офанзивној игри, Југославија није успела да сломи Немачку одбрану, која је иначе примила најмање голова на овом шампионату, а коначан резултат поставио је у 85. минуту Хелмут Ран. За утеху, остала је чињеница да је Западна Немачка касније освојила прву титулу Светског првака, пошто је у финалу савладала Мађарску са 3:2.

#### Треће Олимпијско сребро
Летње олимпијске игре 1956.године у Мелбурну донеле су бојкот већег броја селекција, пре свега због предугачког пута од наступа су, међу првима, одустали Бразилци,а убрзо након тога и актуелни вицешампиони света Мађари. Југославија никада лакше није стигла до финала. У четвртфиналу декласирана је селекција Сједињених Америчких Држава са 9:1, уз четири гола дебитанта Тодора Веселиновића, играча Војводине. У полуфиналу, потцењена Индија повела је у 52.минуту, да би, након тога, уследила голеада Југословенске репрезентативаца и победа од 4:1 за ново, треће узастопно, финале Олимпијског фудбалског турнира. Ипак, у финалу боља од Југославије била је репрезентација Совјетског Савеза која је минималном победом дошла до златне медаље.

#### Опроштај Бобека и Митића
Већ на Олимпијском фудбалском турниру у Мелбурну могло се наслутити да се спрема смена генерација. Дугогодишње узданице и највеће звезде, Стјепан Бобек и Рајко Митић одлучили су да окончају репрезентативну каријеру 1957. године. Стјепан Бобек је за репрезентацију Југославије дебитовао 9. маја 1946. у пријатељској утакмици против Чехословачке у Прагу, а први гол је постигао већ у реваншу 29. септембра исте године, када је Југославија победила Чехословачку са 4:2. За репрезентацију Југославије играо је 63. пута и постигао 38. голова по чему је апсолутни рекордер до данас. Од дреса са државним грбом опростио се 16. септембра 1956. у мечу Купа др. Гереа против Мађарске (1:3) у Београду.
Рајко Митић се од дреса репрезентације опростио 29. септембра 1957. против Румуније (1:1) у Букурешту. Имао је 35. година и 23 дана, четири дана мање него његов дугогодишњи саиграч Бранко Станковић који је као рекордер последњу утакмицу у државном тиму одиграо са 35 година и 27 дана.

#### Светско првенство у Шведској 1958. године
ФИФА је одлучила да се Мундијал 1958. године одржи поново на Европском континенту, тј у Шведској. За разлику од прошлог, исправљен је, преочигледан, недостатак трећег сусрета у групи, а број учесника завршног турнира остао је непромењен. По први пут у својој историји репрезентација СССР−а се квалификовала на једно Светско првенство, а такође се први пут десило да су се све четири земље Уједињеног Краљевства, Енглеска, Шкотска, Велс и Северна Ирска квалификовале у завршницу такмичења.
Поред редовних квалификационих утакмица у Европи, Велс, иако је завршио други у квалификационој групи иза Чехословачке, је извучен жребом да игра плеј-оф утакмицу са Израелом, који није одиграо ни једну утакмицу пре тога. Турска, Индонезија и Судан, конкуренти из Израелове квалификационе групе нису хтели да играју, већ су се повукли из такмичења. После овога ФИФА је увела правило да тим који није одиграо ни једну квалификациону утакмицу се не може такмичити на завршном првенству. Велс је на овој утакмици против Израела победио и тиме себи обезбедио позицију у завршници турнира.
Жреб за четири завршне групе је обављен 8. фебруара 1958. године. Свака од четири групе је садржавала по један тим из западне Европе, источне Европе, тим из Уједињеног Краљевства и Јужне Америке.
Југославија је, овога пута, избегла групу са Бразилом. У групи један забележена су два ремија, са Шкотском 1:1 и Парагвајем 3:3. Пролаз у нокаут фазу, обезбеђен је захваљујући тријумфу над најјачом селекцијом у групи, Француском, од 3:2, којој није помогао ни најбољи стрелац овог првенства Жист Фонтен, стрелац чак 13 голова. 
Група 2
| Репрезентација | Ута | П | Н | И | ГД | ГП | PG   | Поена |
| -------------- | --- | - | - | - | -- | -- | ---- | ----- |
| Француска      | 3   | 2 | 0 | 1 | 11 | 7  | 1.57 | 4     |
| Југославија    | 3   | 1 | 2 | 0 | 7  | 6  | 1.17 | 4     |
| Парагвај       | 3   | 1 | 1 | 1 | 9  | 12 | 0.75 | 3     |
| Шкотска        | 3   | 0 | 1 | 2 | 4  | 6  | 0.67 | 1     |

| 8. јун 1958. 19:00                                                                                     |            |                                                         |                                                                                |
| Француска                                                                                              | 7–3        | Парагвај                                                | Норћепинг, Стадион Идротспаркен Судија: Гардазабал (Шпанија) Гледалаца: 16.500 |
| Жист Фонтен 24’ 30’ 67’ · Роже Пјантони 52’ · Марјан Виснески 61’ · Рејмонд Копа 70’ · Жан Винсент 83’ | (Извештај) | Флоренсио Амарила 20’ 44’ (пен) · Хорхе Лино Ромеро 50’ | Норћепинг, Стадион Идротспаркен Судија: Гардазабал (Шпанија) Гледалаца: 16.500 |

| 8. јун 1958. 19:00 |            |                |                                                                           |
| Југославија        | 1–1        | Шкотска        | Вестерос, Стадион Аросвален Судија: Вислинг (Швајцарска) Гледалаца: 9.500 |
| Петаковић 6’       | (Извештај) | Џими Мјури 49’ | Вестерос, Стадион Аросвален Судија: Вислинг (Швајцарска) Гледалаца: 9.500 |

| 11. јун 1958. 19:00                 |            |                    |                                                                      |
| Југославија                         | 3–2        | Француска          | Вестерос, Стадион Аросвален Судија: Грифитс (Велс) Гледалаца: 12.000 |
| Петаковић 16’ · Веселиновић 63’ 88’ | (Извештај) | Жист Фонтен 4’ 85’ | Вестерос, Стадион Аросвален Судија: Грифитс (Велс) Гледалаца: 12.000 |

| 11. јун 1958. 19:00                                |            |                                 |                                                                               |
| Парагвај                                           | 3–2        | Шкотска                         | Норћепинг, Стадион Идротспаркен Судија: Орландини (Италија) Гледалаца: 12.000 |
| Хуан Агиеро 4’ · Кајетано Ре 45’ · Хосе Пароди 73’ | (Извештај) | Џеки Муди 24’ · Боби Колинс 74’ | Норћепинг, Стадион Идротспаркен Судија: Орландини (Италија) Гледалаца: 12.000 |

| 15. јун 1958. 19:00                 |            |                            |                                                                       |
| Француска                           | 2–1        | Шкотска                    | Еребро, Стадион Ејравален Судија: Брози (Аргентина) Гледалаца: 13.500 |
| Роже Пјантони 22’ · Жист Фонтен 44’ | (Извештај) | {{ #if: { \| Семи Бард 58’ | Еребро, Стадион Ејравален Судија: Брози (Аргентина) Гледалаца: 13.500 |

| 15. јун 1958. 19:00                                       |            |                                              |                                                                             |
| Парагвај                                                  | 3–3        | Југославија                                  | Ешилструна, Стадион Тунавален Судија: Мако (Чехословачка) Гледалаца: 12.000 |
| Хосе Пароди 20’ · Хуан Агиеро 52’ · Хорхе Лино Ромеро 80’ | (Извештај) | Огњановић 18’ · Веселиновић 21’ · Рајков 73’ | Ешилструна, Стадион Тунавален Судија: Мако (Чехословачка) Гледалаца: 12.000 |

- Репрезентација Француске заузела је прво место у групи захваљујући бољој гол разлици од репрезентације Југославије.

Поново је Југославију на путу до полуфинала чекала репрезентација Западне Немачке. У још једном неизвесном и тврдом мечу, Немачка је славила голом Хелмута Рана у 12. минуту. Титулу првака 1958. године освојила је репрезентација Бразила предвођена чудесним тинејџером, Пелеом, док је Немачка завршила као четвртопласирана селекција.

#### Олимпијско злато и прво Европско првенство
Година 1960. била је, на репрезентативном нивоу, најзахтевнија због два првенства у кратком размаку. Наиме, те 1960. године, УЕФА је донела одлуку да покрене Европско првенство, те Европа више није била једини континент без свог званичног такмичења.
У квалификацијама за прво Европско првенство, тада под називом Куп европских нација, учествовало је 17 репрезентација, а четири најбоље пласиране пласирале су се на завршни турнир чији је домаћин од 6. до 10. јуна била Француска. Репрезентација Југославије у двомечу је укупним резултатом 3:1 (1:1 у Софији) елиминисала селекцију Бугарске у првом мечу квалификација, а затим у задњем у Лисабону прво била поражена од Португала са 2:1, да би у Београду резултатом 5:1, Југославија оверила пласман на Куп европских нација као једна од четири најбоље пласиране селекције.
У првом полуфиналном мечу одиграном 6. јуна на Парку принчева састале су се Француска и Југославија и то је, дуги низ година, био један од најдраматичнијих сусрета првенства које ће, касније, пити познатије као ЕУРО. Југославија је тријумфовала резултатом 5:4, највише захваљујући голгетерском тандему Милан Галић и Дражан Јерковић који је водио главну реч и кроз квалификације. У самом финалу, Плави су поново поражени од Совјетског Савеза са 2:1, пошто је Виктор Понедељник постигао гол у другом продужетку, тачније 113.минуту.
Месец дана по окончању првог Европског првенства у фудбалу, Плаве је очекивао Олимпијски фудбалски турнир чији је домаћин била Италија. По први пут се почетни део турнира играо по групама, а првопласирана селекција обезбеђивала је директан пласман у полуфинале. Након лаганих победа над Египтом 6:1 и Турском 4:0 уследио је нови меч са Бугарском. До 81. минута, Југославија је хет - триком Милана Галића водила са 3:1, али је у тих задњих девет минута Бугарска дошла до бода головима Шпира Дебарског.
Група А
| 26. август 1960. 12:00     |            |        |                                                                         |
| Бугарска                   | 3:0 (1:0)  | Турска | Гросето Стадион Комунале Судија: Цезаре Ђани (Италија) Гледалаца: 3.000 |
| Диев 31’ 58’ · Христов 67’ | (Извештај) |        | Гросето Стадион Комунале Судија: Цезаре Ђани (Италија) Гледалаца: 3.000 |

| 26. август 1960. 12:00                                         |            |           |                                                                     |
| Југославија                                                    | 6:1 (3:0)  | Египат    | Пескара Стадион Адриатик Судија: Реџиналд Лиф (УК) Гледалаца: н. п. |
| Рифа 3’ (а. г) · Галић 30’ (п) · Костић 32’ 61’ 63’ · Кнез 49’ | (Извештај) | Атија 72’ | Пескара Стадион Адриатик Судија: Реџиналд Лиф (УК) Гледалаца: н. п. |

| 29. август 1960. 12:00  |            |        |                                                                       |
| Бугарска                | 2:0 (0:0)  | Египат | Л'Аквила Стадион Комунале Судија: Лео Хелге (Данска) Гледалаца: 3.500 |
| Јорданов 42’ · Диев 88’ | (Извештај) |        | Л'Аквила Стадион Комунале Судија: Лео Хелге (Данска) Гледалаца: 3.500 |

| 29. август 1960. 12:00                |            |        |                                                                          |
| Југославија                           | 4:0 (1:0)  | Турска | Фиренца Стадион Комунале Судија: Винченцо Орландини (Италија) Гледалаца: |
| Костић 10’ 89’ · Галић 46’ · Кнез 61’ | (Извештај) |        | Фиренца Стадион Комунале Судија: Винченцо Орландини (Италија) Гледалаца: |

| Репрезентација | Ут. | П | Н | И | Г+ | Г- | Бодова |
| -------------- | --- | - | - | - | -- | -- | ------ |
| Југославија    | 3   | 2 | 1 | 0 | 13 | 4  | 5      |
| Бугарска       | 3   | 2 | 1 | 0 | 8  | 3  | 5      |
| Египат         | 3   | 0 | 1 | 2 | 4  | 11 | 1      |
| Турска         | 3   | 0 | 1 | 2 | 3  | 10 | 1      |

У полуфиналу, 5. септембра у Напуљу, чекао их је домаћин – Италија. Пошто у регуларном делу није било голова играли су се продужеци. У 107.минуту најбољи играч на овом турниру, Милан Галић, затресао је мрежу Алфијерија, али је само три минута касније Росини успео да савлада Видинића. У овом сусрету Италијани су доминирали, али управо захваљујући голману Видинићу, остао је непромењен резултат.
Оно што нису могли да одлуче сами играчи, одлучио је жреб.
Пресудни тренутак догодио се у затвореном простору без присуства публике. Главни актер био је Британац, сер Стенли Раус, председник УЕФА и члан ФИФА. Он је у бели шешир ставио листиће са именима Италије и Југославије, да би, после пар тренутака, извукао један и саопштио име првог финалисте. Била је то Југославија!
Плави су имали много среће у жребу (тада након продужетака нису извођени једанаестерци), а фортуна их је послужила и када је у питању противник у финалном сусрету. На велико изненађење репрезентација Данске елиминисала је Мађарску са 2:0. Изненађење је било огромно нарочито због чињенице да су Данцима, непосредно пре почетка турнира, погинули неки од играча у авионској несрећи. Тог 10. септембра у Риму, Југославија је већ у првом минуту дошла до вођства од 1:0 преко Милана Галића, а у 11. Жељко Матуш повећава на 2:0. Уз Галића најбољи играч турнира, Бора Костић, у 69.минуту погађа за 3:1, а Данска успева да ублажи пораз голом у задњим тренуцима меча.
После више година чекања, Југославија је коначно освојила златну медаљу на Олимпијском фудбалском турниру и то са саставом у који је јавност најмање веровала, а тај исти састав чинили су: Голмани, Благоје Видинић, Милутин Шошкић затим, Новак Рогановић, Фахрудин Јусуфи, Анте Жанетић, Владимир Дурковић, Жељко Перушић, Андрија Анковић, Жељко Матуш, Томислав Кнез, Милан Галић, Бора Костић, Александар Козлина, Душан Маравић, Велимир Сомболац, Силвестер Такач, Анте Жанетић, док су Селекторску комисију чинили: Александар Тирнанић, Љубомир Ловрић и Драгомир Николић.

### Период после 1960.

#### Четврто место на Светском првенству у Чилеу 1962. године
Након дванаест година одлуком ФИФА Светско првенство се поново нашло у Јужној Америци, односно у Чилеу. Укупно је 56. репрезентација узело учешће у квалификацијама за ово Светско првенство у фудбалу 1962. године. Ове репрезентације су се такмичиле за 16 места, колико је требало екипа да учествује на завршном турниру у Чилеу. Аутоматски су били квалификовани једино Чиле, као домаћин, и Бразил, као актуелни светски шампион, тако да је остало 14 места за попуњавање.
У групи 10 квалификација Југославија је савладала репрезентацију Пољске (први меч 2:1 у Београду, а у Варшави је било 1:1), док меч са Исландом није одигран јер су Исланђани одустали од ових квалификација. 
На премијерном мечу у групи, 4. маја 1962. године наша репрезентација поражена је од Европског шампиона, Совјетског Савеза са 2:0. Након тога, уследиле су лагане победе против Јужноамеричких селекција, Уругваја и Колумбије, па је са друге позиције био обезбеђен одлазак у четвртфинале. У групној фази, доминирао је нападачки тандем Дражан Јерковић - Милан Галић. 
Светско првенство 1962. године — Група 1
| Репрезентација  | Ута | П | Н | И | ГД | ГП | PG   | Поена |
| --------------- | --- | - | - | - | -- | -- | ---- | ----- |
| Совјетски Савез | 3   | 2 | 1 | 0 | 8  | 5  | 1.60 | 5     |
| Југославија     | 3   | 2 | 0 | 1 | 8  | 3  | 2.67 | 4     |
| Уругвај         | 3   | 1 | 0 | 2 | 4  | 6  | 0.67 | 2     |
| Колумбија       | 3   | 0 | 1 | 2 | 5  | 11 | 0.45 | 1     |

| 30. мај 1962. 15:00                   |            |                             |                                                                         |
| Уругвај                               | 2–1        | Колумбија                   | Арика Стадион Карлос Дитборн Судија: Дороги (Мађарска) Гледалаца: 7.908 |
| Хосе Сасија 56’ 79’ · Луис Кубиља 75’ | (Извештај) | Франциско Зулуага 19’ (пен) | Арика Стадион Карлос Дитборн Судија: Дороги (Мађарска) Гледалаца: 7.908 |

| 31. мај 1962. 15:00                                    |            |             |                                                                      |
| Совјетски Савез                                        | 2–0        | Југославија | Арика Стадион Карлос Дитборн Судија: Душ (Немачка) Гледалаца: 15.000 |
| Валентин Козмич Иванов 51’ 79’ · Виктор Понеделник 83’ | (Извештај) |             | Арика Стадион Карлос Дитборн Судија: Душ (Немачка) Гледалаца: 15.000 |

| 2. јун 1962. 15:00                           |            |                   |                                                                            |
| Југославија                                  | 3–1        | Уругвај           | Арика Стадион Карлос Дитборн Судија: Галба (Чехословачка) Гледалаца: 8.829 |
| Скоблар 25’ (пен) · Галић 29’ · Јерковић 49’ | (Извештај) | Анхел Кабрера 19’ | Арика Стадион Карлос Дитборн Судија: Галба (Чехословачка) Гледалаца: 8.829 |

| 3. јун 1962. 15:00                                                        |            |                                                                            |                                                                           |
| Совјетски Савез                                                           | 4–4        | Колумбија                                                                  | Арика Стадион Карлос Дитборн Судија: Ецел Филхо (Бразил) Гледалаца: 8.040 |
| Валентин Козмич Иванов 8’ 11’ · Игор Численко 10’ · Виктор Понеделник 56’ | (Извештај) | Херман Акерос 21’ · Маркос Кол 68’ · Антонио Рада 72’ · Марино Клингер 86’ | Арика Стадион Карлос Дитборн Судија: Ецел Филхо (Бразил) Гледалаца: 8.040 |

| 6. јун 1962. 15:00                               |            |                 |                                                                      |
| Совјетски Савез                                  | 2–1        | Уругвај         | Арика Стадион Карлос Дитборн Судија: Ђани (Италија) Гледалаца: 9.973 |
| Алексеј Мамикин 38’ · Валентин Козмич Иванов 89’ | (Извештај) | Хосе Сасија 54’ | Арика Стадион Карлос Дитборн Судија: Ђани (Италија) Гледалаца: 9.973 |

| 7. јун 1962. 15:00                           |            |           |                                                                     |
| Југославија                                  | 5–0        | Колумбија | Арика Стадион Карлос Дитборн Судија: Роблес (Чиле) Гледалаца: 7.167 |
| Галић 20’ 61’ · Јерковић 25’ 87’ · Мелић 82’ | (Извештај) |           | Арика Стадион Карлос Дитборн Судија: Роблес (Чиле) Гледалаца: 7.167 |

Баш као и на шампионатима 1958. и 1954. године, репрезентацију Југославије у четвртфиналу чекала је селекција Западне Немачке. Ово првенство обележила је тврда и груба игра, као и појава стила који ће красити Италијанску репрезентацију наредних година - Катанаћо (у преводу: катанац). Без пуно прилика и шанси, најбољу прилику у 85. минуту меча искористи је Петар Радаковић,. То је уједно била прва победа на Западном Немачком од стране Плавих. 
У полуфиналу, Југославију је чекала селекција Чехословачке. До 80. минута, резултат је био нерешен, 1:1, а онда је Чехословачка головима Адолфа Шерера у 81. и 84. минуту дошла до пласмана у финале. 
Поново је, после 32. године, Југославија била у прилици да освоји треће место. Међутим, у мечу против домаћег Чилеа, Југославија је приказала најслабију партију на целом турниру. Чиле је створио далеко већи број шанси у првом полувремену, а када је деловало да ће утакмици отићи у продужетке, Еларио Рохас не претерано снажним и прецизним ударцем са дистанце, постиже гол у 90. минуту, за тријумф Чилеа коме је припала бронзана медаља. Титулу шампиона одбранила је репрезентација Бразила која је у финалу савладала Чехословачку.

#### Европско првенство 1968. године и пораз у финалу од Италије
По први пут, фудбалска репрезентација Југославије прескочила је два велика такмичења: Европско првенство 1964. и Светско првенство 1966. године, док је на Олимпијском фудбалском турниру 1964.године, као актуелни шампион, заустављена у четвртфиналу (пораз од Западне Немачке, 1:0). То је резултирало сменом селектора, па је на то место, пред почетак квалификација за Европско првенство, постављена дојучерашња легенда репрезентације, Рајко Митић.
До завршне фазе Купа Нација, тј Европског првенства 1968, Југославија је дошла кроз квалификације где је два пута побеђена Албанија (4:0 у Београду и 2:0 у Тирани), те тријумфом над Западном Немачком у Београду са 1:0, па пораз у Хамбургу од 3:1 није довео пласман у питање.
У првом полуфиналу, Југославија је савладала актуелног првака Света, репрезентацију Енглеске, голом нове звезде, Драгана Џајића у 86. минуту, који је дебитовао за репрезентацију 17. јуна 1964. у Београду, у мечу против Румуније (1:2). 
Финални сусрет одигран је 8. јуна. Југославија је повела у 39. минуту голом Драгана Џајића, али је Анђело Доменгини изједначио у 80. минуту. После два продужетка резултат је остао непромењен. УЕФА је одлучила да шампиона Европе не одлучи бацање новчића, (Италијани су на тај начин елиминисали Совјетски Савез у полуфиналу) већ да се нови меч одигра 10. јуна. У поновљеном сусрету Италија је славила резултатом 2:0 и постала шампион Европе. Од овог првенства, турнир мења назив у Европско првенство уместо Купа Нација.

## Фудбалери са највише одиграних утакмица
Фудбалери који	су 50 и	више пута играли за репрезентацију (они	који су репрезентативну	каријеру завршили после 2002. године наступали су и за репрезентације СР Југославије) и Србије и Црне Горе. 
- Подаци од 1920. до 2006.

| Утакмице | Фудбалер           | Период    |
| -------- | ------------------ | --------- |
| 98       | Саво Милошевић     | 1994—2006 |
| 85       | Драган Џајић       | 1964—1979 |
| 84       | Драган Стојковић   | 1983—2001 |
| 73       | Предраг Мијатовић  | 1989—2003 |
| 70       | Златко Вујовић     | 1979—1990 |
| 65       | Бранко Зебец       | 1951—1961 |
| 64       | Славиша Јокановић  | 1991—2002 |
| 63       | Стјепан Бобек      | 1946—1956 |
| 63       | Синиша Михајловић  | 1991—2003 |
| 61       | Бранко Станковић   | 1946—1956 |
| 61       | Фарук Хаџибегић    | 1982—1992 |
| 60       | Иван Хорват        | 1946—1956 |
| 59       | Рајко Митић        | 1946—1957 |
| 59       | Бернард Вукас      | 1948—1957 |
| 59       | Владимир Беара     | 1950—1959 |
| 59       | Зоран Мирковић     | 1995—2003 |
| 59       | Дарко Ковачевић    | 1994—2004 |
| 57       | Благоје Марјановић | 1926—1938 |
| 57       | Вујадин Бошков     | 1951—1958 |
| 56       | Дејан Савићевић    | 1986—1999 |
| 56       | Дејан Станковић    | 1998—2006 |
| 55       | Златко Чајковски   | 1946—1955 |
| 55       | Фахрудин Јусуфи    | 1959—1967 |
| 55       | Јован Аћимовић     | 1968—1976 |
| 54       | Ивица Шурјак       | 1973—1982 |
| 54       | Сафет Сушић        | 1977—1990 |
| 53       | Мехмед Баждаревић  | 1983—1991 |

## Најбољи стрелци у дресу репрезентације Југославије
- Подаци од 1920. до 2006.

| Фудбалер           | Голови | Утакмице |
| ------------------ | ------ | -------- |
| Стјепан Бобек      | 38     | 63       |
| Милан Галић        | 37     | 51       |
| Благоје Марјановић | 36     | 57       |
| Саво Милошевић     | 35     | 98       |
| Рајко Митић        | 32     | 59       |
| Душан Бајевић      | 29     | 37       |
| Тодор Веселиновић  | 28     | 37       |
| Бора Костић        | 26     | 33       |
| Предраг Мијатовић  | 26     | 73       |
| Златко Вујовић     | 24     | 70       |
| Драган Џајић       | 23     | 85       |
| Бернард Вукас      | 22     | 59       |
| Сафет Сушић        | 21     | 54       |
| Славен Замбата     | 21     | 31       |
| Дејан Савићевић    | 19     | 56       |

## Селектори
| Година    | Име                                                                               |
| --------- | --------------------------------------------------------------------------------- |
| 1920—1924 | Вељко Угринић                                                                     |
| 1924—1924 | Тодор Секулић                                                                     |
| 1924—1925 | Душан Зинаја                                                                      |
| 1926—1930 | Анте Пандаковић                                                                   |
| 1930—1932 | Бошко Симоновић                                                                   |
| 1933—1933 | Бранислав Вељковић                                                                |
| 1933—1934 | Бошко Симоновић                                                                   |
| 1934—1935 | Иво Шусте, Мата Миодраговић, Петар Плеше                                          |
| 1935—1935 | Бошко Симоновић                                                                   |
| 1936—1936 | Никола Симић                                                                      |
| 1937—1938 | Светозар Поповић                                                                  |
| 1939—1939 | Светозар Поповић                                                                  |
| 1939—1939 | Бошко Симоновић                                                                   |
| 1939—1940 | Бошко Симоновић                                                                   |
| 1940—1941 | Светозар Поповић                                                                  |
| 1946—1948 | Милорад Арсенијевић, Александар Тирнанић                                          |
| 1949—1952 | Милорад Арсенијевић                                                               |
| 1952—1954 | Милорад Арсенијевић, Александар Тирнанић, Лео Лемешић                             |
| 1954—1955 | Бранко Пешић, Александар Тирнанић, Лео Лемешић, Фрањо Велфл, Милован Ћирић        |
| 1955—1958 | Александар Тирнанић                                                               |
| 1959—1961 | Драгомир Николић, Александар Тирнанић, Љубомир Ловрић                             |
| 1961—1963 | Љубомир Ловрић, Првослав Михајловић, Хуго Рушевљанин                              |
| 1963—1964 | Љубомир Ловрић, Хуго Рушевљанин                                                   |
| 1964—1964 | Љубомир Ловрић                                                                    |
| 1965—1965 | Александар Тирнанић, Милан Антолковић, Миљан Миљанић, Абдулах Гегић               |
| 1966—1966 | Александар Тирнанић, Миљан Миљанић, Рајко Митић, Вујадин Бошков, Бранко Станковић |
| 1966—1966 | Александар Тирнанић, Миљан Миљанић                                                |
| 1966—1966 | Александар Тирнанић, Милан Антолковић, Миљан Миљанић                              |
| 1967—1970 | Рајко Митић                                                                       |
| 1971—1973 | Вујадин Бошков                                                                    |
| 1973—1974 | Миљан Миљанић, Милан Рибар, Сулејман Ребац, Томислав Ивић, Милован Ћирић          |
| 1974—1976 | Анте Младинић                                                                     |
| 1976—1977 | Иван Топлак                                                                       |
| 1977—1977 | Марко Валок, Стеван Вилотић, Гојко Зец                                            |
| 1978—1978 | Дражен Јерковић                                                                   |
| 1978—1978 | Анте Младинић                                                                     |
| 1978—1978 | Славко Луштица                                                                    |
| 1978—1978 | Стеван Вилотић                                                                    |
| 1979—1982 | Миљан Миљанић                                                                     |
| 1982—1984 | Тодор Веселиновић                                                                 |
| 1984—1985 | Милош Милутиновић                                                                 |
| 1986—1986 | Иван Топлак, Ивица Осим                                                           |
| 1986—1992 | Ивица Осим                                                                        |

## Опрема
| 1930. | 1950−1968. | 1974. | 1976. | 1982. | 1984. | 1990. | 1992. | 1998. | 2000. |

## Галерија
- Репрезентативци Југославије на Светском првенству 1930.
- Репрезентативци на Летњим олимпијским играма 1960.
- Финале Европског првенства 1968. између Југославије и Италије
- Репрезентација Југославије на Светском првенству 1982.
- Репрезентативци Југославије 1989. године пред наступ Светском првенству 1990.